# Cruz Verde, Tomatlán
Cruz Verde är en ort i Mexiko.   Den ligger i kommunen Tomatlán och delstaten Veracruz, i den sydöstra delen av landet, 230 km öster om huvudstaden Mexico City. Cruz Verde ligger 1 349 meter över havet och antalet invånare är 199.
Terrängen runt Cruz Verde är huvudsakligen kuperad, men västerut är den bergig. Runt Cruz Verde är det tätbefolkat, med 427 invånare per kvadratkilometer. Närmaste större samhälle är Córdoba, 14,8 km söder om Cruz Verde. I omgivningarna runt Cruz Verde växer huvudsakligen savannskog.